# 密德羅申 (伊利諾伊州)
密德羅申（英語：Midlothian）是位於美國伊利諾伊州庫克縣的一個村落。

## 地理
密德羅申的座標為41°37′35″N 87°43′17″W / 41.62639°N 87.72139°W，而該地最高點為海拔高度187米（即614英尺）。

## 人口
根據2010年美國人口普查的數據，密德羅申的面積為7.30平方千米，當中陸地面積為7.30平方千米，而水域面積為0.00平方千米。當地共有人口14,819人，而人口密度為每平方千米2,030人。